# Esztergomi értekezlet
Az esztergomi értekezlet 1860. december 17-én ült össze, feladata az ideiglenes választási törvényjavaslat kidolgozása volt. Az uralkodót az 1848. évi V. tc. alapján kérte az országgyűlés összehívására.
Az októberi diploma kibocsátása után az uralkodó megbízásából báró Vay Miklós kancellár az 1860-as évek magyar közéletének befolyásos férfiait Scitovszky János bíboros-prímás elnöklete alatt egy tanácskozásra hívta össze, amelynek az volt a feladata, hogy a megejtendő országgyűlési választások módozatait megtárgyalja. Az értekezleten Deák Ferenc kivételével a kornak csaknem minden szerepvivő alakja megjelent, összesen hetvenhatan. A felszólalók mindegyike, az ókonzervatívok és liberálisok egyaránt hangsúlyozták, hogy a kiegyezés alapjai csakis az 1848-as törvények lehetnek. Bár az értekezlet nem volt nyilvános, a prímás mégis gondoskodott gyorsírókról. A megbeszélések anyagát utóbb nyomtatásban is közzétették.

## A hercegprímás levélváltása Deákkal

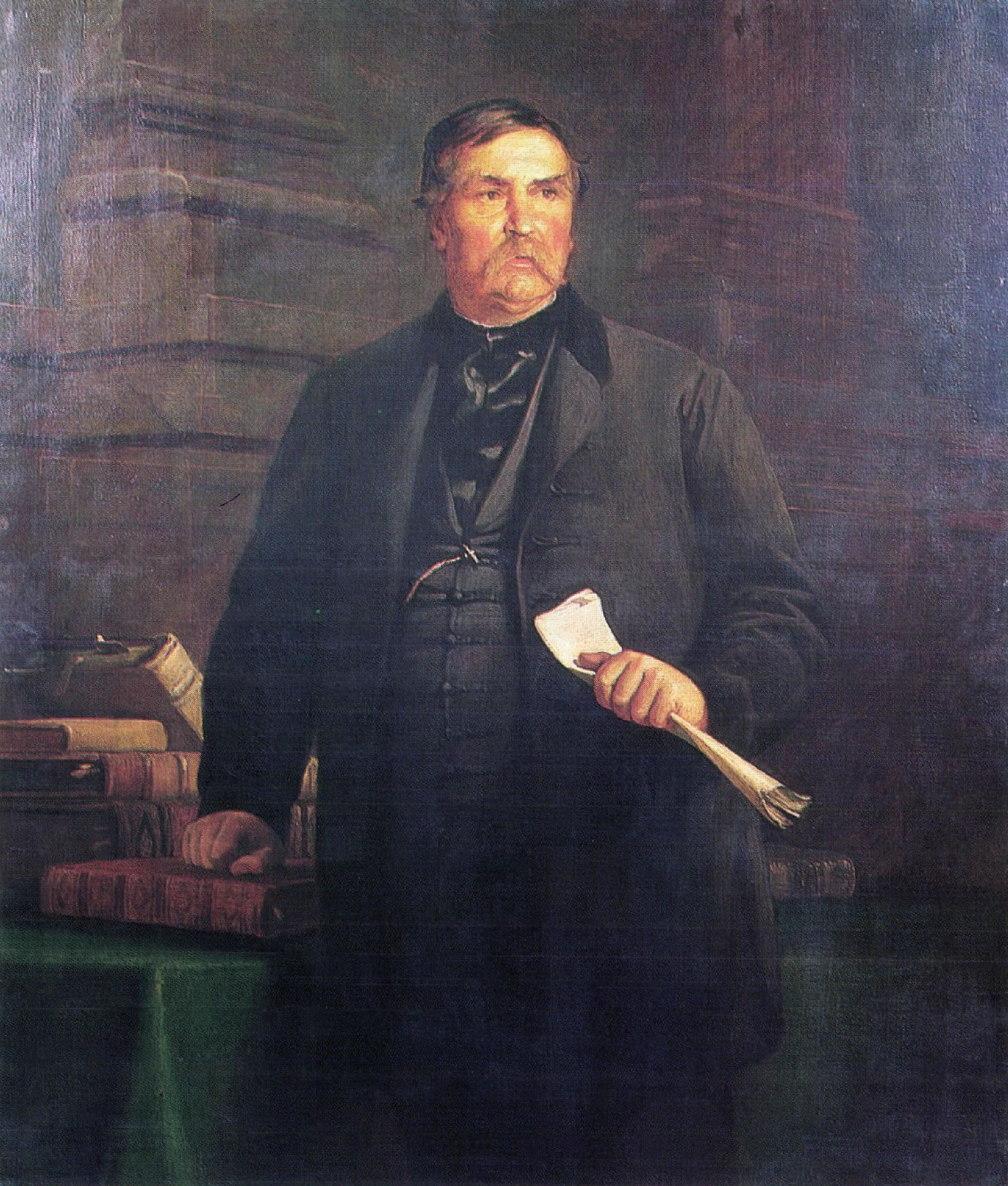
Székely Bertalan: Deák Ferenc

Scitovszky János hercegprímás meghívója az esztergomi értekezletre így szólt: 
Nagyságos Úr!

Ő felsége apostoli királyunk f. évi október 20-dikán kelt diploma s legfelsőbb kéziratai által Magyarország ősi alkotmányos intézményeit életbe léptetni, s az ország közjogi viszonyainak a törvényes hitlevél s megkoronáztatása általi megpecsételtetését legkegyelmesebben biztosítani méltóztatott. A legközelebbi országgyűlés összehívására nézve, annak összeállítási formáját és módját illetőleg, az 1608. 1-ső t. cz. szabályait, a későbbi törvények által egyes testületeknek engedményezett követküldési jognak tekintetbe vételével, alapul vétetni, s az azelőtt nem választóképes osztályokat is az országgyűlési választásokban részesíttetni akarván, elnökletem alatt Esztergomban oly férfiakkal, kik állásuk és közszolgálataik, értelem és közbizalom által kitűnnek, a föntebbiekre vonatkozó határozatok előkészítése, vagyis a közelebbi országgyűlésre szolgálandó ideiglenes választási törvény kérdésének megoldása végett tanácskozmányt tartatni legkegyelmesebben rendel.
Valamint éltem legboldogabb eseményének tartom azt, hogy szeretett hazánk sorsának jobbra fordulását Isten megérnem engedé, úgy nagy elődeimtől öröklött szent kötelességemnek ismerem szeretett hazánk megzavart közjogi viszonyainak kiegyenlítése s az ország törvényes állapotának megszilárdítása körül tőlem kitelhető erővel közreműködni.
Midőn tehát a főmélt. magyar udv. kanczelláriával történt előleges értekezés évelmében, az ő felsége által sürgetőleg összehívattatni kívánt esztergomi tanácskozmány határnapjául f. é. deczember hava 17-dikét kitűzöm, föl vagy ok egyszersmind legfelsőbb helyről hatalmazva, Nagyságodat; megkérni, miszerint a közjó iránt mindenkor tanusított tevékeny részvétének nemes ösztönét követve, a fenn kitűzött napon Esztergomban megjelenni s előre is tudomásul venni szíveskedjék, hogy az elszállásolásról gondoskodva van.
Esztergom, 1860-dik évi november 30-dikán, 
Nagyságodnak
alázatos szolgája

Scitovszky János, bibornok-prímás
Deák Ferenc felelete ez volt: 
Főmagasságú Bibornok, Herczeg Primás és Érsek, 

Kegyelmes Uram! 
Mély tisztelettel mondok köszönetet Eminentiád kegyes meghivásáért; de sajnálattal kell kijelentenem, hogy a kegyes meghivást el nem fogadhatom, s az esztergomi értekezletben részt nem vehetek. 
Fogadja Eminenciád kegyesen mély tiszteletem kijelentését, melylyel vagyok 
Eminentiádnak 
Pesten, 1860. deczember 3.
alázatos szolgája

Deák Ferencz

## Külső hivatkozások
- Értekezletek a herczegprimásnál Esztergomban és Gyula-Fejérváron In: Szilágyi Sándor (szerk.): A magyar nemzet története (1898)